# Onthophagus capellinus
Onthophagus capellinus är en skalbaggsart som beskrevs av Frey 1963. Onthophagus capellinus ingår i släktet Onthophagus och familjen bladhorningar. Inga underarter finns listade i Catalogue of Life.